# Pisara opalescens
Pisara opalescens är en fjärilsart som beskrevs av George Francis Hampson. Pisara opalescens ingår i släktet Pisara och familjen trågspinnare. Inga underarter finns listade i Catalogue of Life.